# Sofia Rotaru
Sofia Rotaru, původním jménem Sofija Mychajlivna Rotaru-Jevdokymenko (ukrajinsky Софія Михайлівна Євдокименко-Ротару) (* 7. srpna 1947 Maršynci, Černovická oblast, Ukrajinská SSR) je ukrajinská zpěvačka moldavského původu, zpívající převážně v zemích bývalého Sovětského svazu (hlavně v Rusku a na Ukrajině), skladatelka, herečka, producentka a módní symbol. Taktéž národní umělkyně Ukrajiny i národní umělkyně Sovětského svazu (1988). Jejím manželem byl ukrajinský skladatel Anatolij Jevdokymenko.

## Vyznamenání
- Řád čestného odznaku – Sovětský svaz, 1980 – za skvělou práci na přípravě XXII. olympiády
- Řád přátelství mezi národy – Sovětský svaz, 1985[1]
- Národní umělec SSSR – 1988
- Řád republiky – Moldavsko, 8. srpna 1997[2]
- Řád kněžny Olgy III. třídy – Ukrajina, 9. srpna 1999 – udělil prezident Leonid Kučma za mimořádný osobní přínos v oblasti psaní písní, za mnoho let úspěšné koncertní kariéry a za vysoké dovednosti[3]
- Řád kněžny Olgy I. třídy – Ukrajina, 6. března 2002 – udělil prezident Leonid Kučma za významné pracovní úspěchy, profesionalitu a při příležitosti Mezinárodního dne práv žen a míru[4]
- Řád cti – Rusko, 7. srpna 2002 – udělil prezident Vladimir Putin za velký přínos k rozvoji pop artu a za posílení rusko-ukrajinských kulturních vazeb[5]
- Hrdina Ukrajiny – Ukrajina, 7. srpna 2002 – za mimořádnou službu ukrajinské vládě za rozvoj umění a tvrdou práci v oblasti ochrany národních kulturních tradic a posílení písňového dědictví ukrajinského národa[6]
- Řád za zásluhy II. třídy – Ukrajina, 6. srpna 2007 – udělil prezident Viktor Juščenko za významný osobní přínos k rozvoji ukrajinské hudby a za vysoké výkony a dovednosti a za mnoho let práce[7]